# 寺園春菜
寺園 春菜（てらぞの はるな、1983年4月8日 - ）は、日本のフリーアナウンサー。神奈川県横須賀市出身。東京アナウンスセミナー卒業。2016年3月までは「高木春菜」名義で活動を行っていた。

## 略歴
- 2006年4月から2009年3月まで、NHK旭川放送局で契約キャスター。
- 2009年4月から、南海放送でアナウンサー。2012年3月末にて退社。
- 2012年10月にInterFM営業部に入社。その後、2014年5月からは名古屋支社所属として営業・編成・アナウンサーを退社するまで兼務[5][6]。
- 2016年春からフリーランスとして活動をスタート。AvancerCo.と業務提携。CocoStyleメンバーとしてコーチ・チーフプランナーとして活動[6]。

## 出演

### 過去
- Pitch Morning Blend（Pitch FM、月曜 7:00-10:56、2017年4月3日 - 9月25日）
- 市からのお知らせ広場 ぴっちスクエア（Pitch FM、月曜 13:00-13:56、2017年4月3日 - 9月25日）

#### Radio NEO時代（InterFM NAGOYAも含む）
- AJINOMOTO presents NAGOYA UMA MIX!!（InterFM NAGOYA、金曜 13:00 - 13:10、2014年7月4日 - 7月25日）
- DELITE BRUNCH（InterFM NAGOYA、月曜 - 金曜 9：00 - 11：00、2015年4月1日 - 9月30日）
- Morning NEO -SUNNY-（Radio NEO、2015年10月のみ毎週水曜 10:10 - 10:20にレポーターとして「NEO Tore」のコーナーに出演、ピンチヒッターとして2016年2月11日に出演[7]）

#### 南海放送時代
テレビ
- 「おかえりテレビ・デリシャス」（不定期）
- 「愛!愛!!えひめ」
- 「なんかいNEWS・なんかいNEWSファイナル」（不定期）

ラジオ
- 「PALPALワイド 本気?ラジ!」
- 「真さんのいよ!AMI-go」
- 「モーニングクリップ」
- 「TODAY」
- 「笑える五・七・五」
- 「ラジオ法律相談所」
- 「それゆけ!真ちゃん!!GO!」
- 「萬翠荘アワー」
- 「愛媛新聞ニュース」（不定期）